# 田中良子 (卓球選手)
田中 良子（たなか よしこ、1932年または1933年 -）は、山口県出身の元卓球選手。現役時代は日本代表として世界卓球選手権で金メダル1個を含む計7個のメダルを獲得し、日本卓球界の創成期を代表する選手として活躍した。国際卓球連盟世界ランキング最高位は5位。段級位は7段。

## 経歴
1949年度、柳井高校2年時の全日本卓球選手権大会ではシングルス決勝で佐藤恵子を2-1で倒し、初優勝。田舛彦介と出場した混合ダブルスでも決勝で本庄俊彦 / 西村登美江組を2-0で下し、優勝。
1950年度、高校選手権ではシングルス優勝。日本選手権シングルスでは決勝で楢原静に1-2で敗れ、準優勝。
1951年度、日本選手権混合ダブルスは峯石忠雄と出場し、決勝で溝畑司呂 / 石原れい子組を2-0で下し2度目の優勝。
1952年度、アジア卓球選手権ではグール・ナシクワラと出場した女子ダブルスで金メダル。日本選手権シングルス決勝では西村を3-0で下し、2度目の優勝。
1953年度、アジア選手権では田舛吉二と出場した混合ダブルスで金メダル。日本選手権女子ダブルスでは田坂清子とのペアを組み、決勝で石原 / 一井玲子組を2-0で下し初優勝。
1954年度、ウェンブリー (イングランド) で行われた第21回世界卓球選手権ではシングルス準々決勝でキャスリーン・ベスト (イングランド) に3-0で勝利。準決勝でも江口冨士枝 (日本) を3-1で下すも決勝でアンジェリカ・ロゼアヌ (ルーマニア) に1-3で敗れ銀メダル。団体では金メダルを獲得。世界ランクは自己最高の5位。日本選手権はシングルス決勝で江口に0-3で敗れ準優勝。
1955年度、ユトレヒト (オランダ) で行われた第22回世界卓球選手権シングルスは16強でアン・ヘイドン (イングランド) に3-1で敗れた。楢原と出場した女子ダブルスは準決勝でロゼアヌ / エラ・ゼラー組 (ルーマニア) に0-3で敗れ銅メダル。田舛と出場した混合ダブルスは準々決勝敗退。団体は銀メダルを獲得。世界ランク11位。日本選手権シングルス決勝では渡辺妃生子に0-3で敗れ準優勝。
1956年度、東京で行われた第23回世界卓球選手権では大川とみと出場した女子ダブルス準決勝でロゼアヌ / ゼラー組に0-3で敗れ銅メダル。藤井基男と出場した混合ダブルス準々決勝で富田芳雄 / 江口組 (日本) を3-2で下すも準決勝ではエルウィン・クライン / ラー・ノイバーガー組 (アメリカ合衆国)に1-3で敗れる。団体は銅メダル。世界ランク11位。